# Liste des gouverneurs de la Banque centrale du Congo
Les gouverneurs de la Banque centrale du Congo (Congo-Kinshasa) :
- Albert Ndele, 1961–1970
- Jules-Fontaine Sambwa, 1970–1977
- Charles Bofossa, 1977–1979
- Jules Croy Emony Mondanga, 1979–1981
- Jules-Fontaine Sambwa, 1981–1985 (second mandat)
- Pierre Pay-Pay wa Syakasighe, 1985–1991
- Jean Nyembo Shabani, 1991–1993
- Joseph Buhendwa, 1993–1994
- Godefroid Ndiang Kabul, 1994
- Patrice Djamboleka, 1994–1997
- Jean-Claude Masangu, 1997–2013
- Deogratias Mutombo, 2013-2021
- Malangu Kabedi, 2021-2025
- André Wameso, depuis 2025